# Baronnie d'Akova
1209–1320
Entités précédentes :
- Empire byzantin

Entités suivantes :
- Despotat de Morée

La baronnie d'Akova est un fief médiéval franc de la principauté d'Achaïe en Grèce. Elle est située dans la région montagneuse de la partie orientale de l'Élide, dans la péninsule du Péloponnèse, et est centrée sur le château d'Akova (ou Mattegrifon), situé près du village de Vyzikion. Elle compte parmi les douze baronnies originales d'Achaïe, mais est conquise par les Byzantins en 1320.

## Histoire

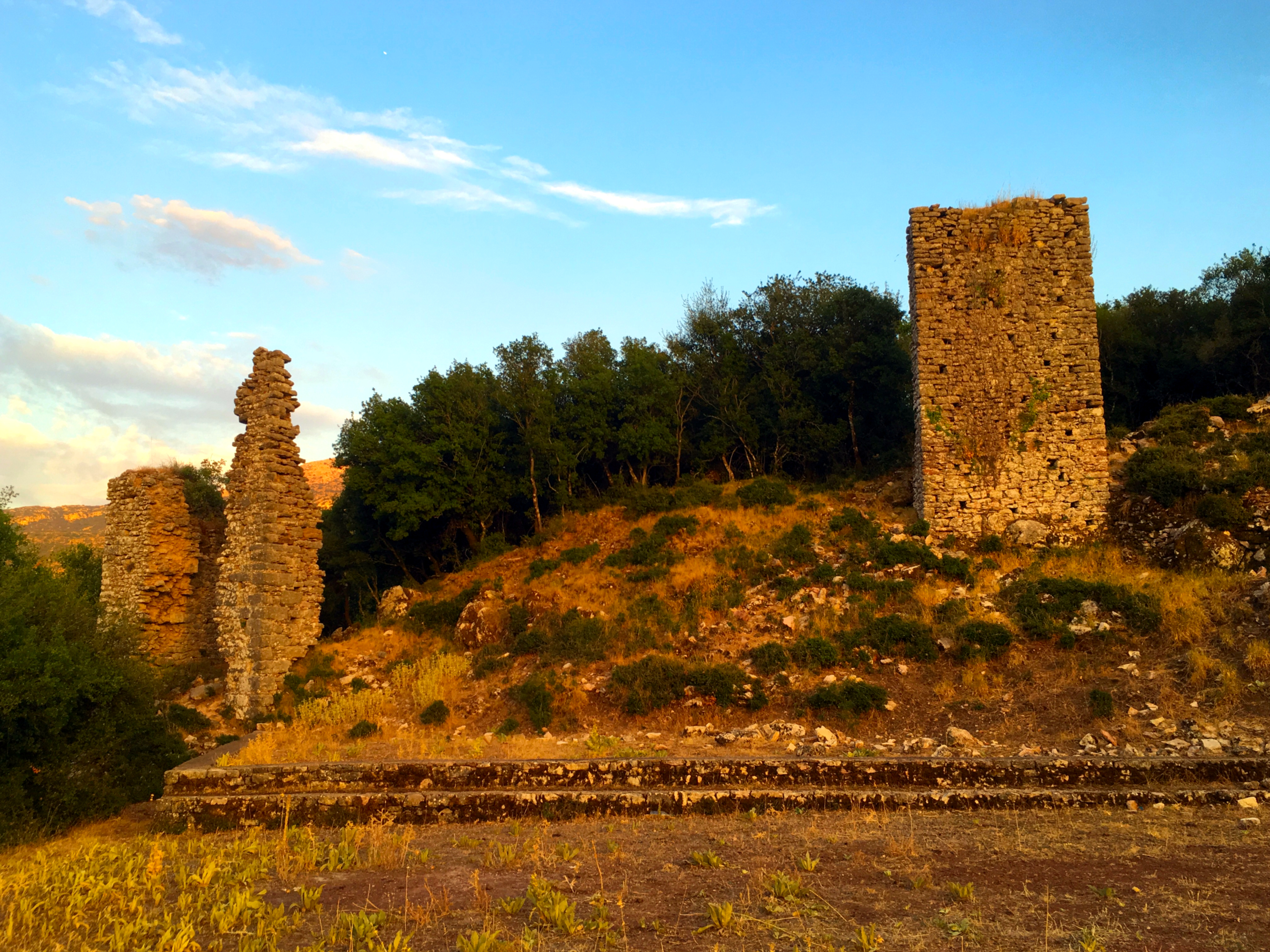
Vue des ruines du château d'Akova, siège de la baronnie.

La baronnie d'Akova est établie vers 1209, après la conquête du Péloponnèse par les croisés. C'est l'une des douze baronnies séculaires originellement établies au sein de la principauté d'Achaïe. Avec la baronnie de Patras, Akova est l'une des deux plus grandes et importantes avec 24 fiefs de chevaliers y étant attachés,. Sa capitale est la forteresse d'Akova ou Mattegrifon (« Matte-Grec », grifon étant un mot utilisé par les francs pour désigner les Grecs) construite par la famille de Rosières, d'origine bourguignonne, dans la zone montagneuse, désignée dans la Chronique de Morée sous le nom de Mesarea, séparant l'Élide de l'Arcadie et dominant la vallée supérieure de l'Alphée ,.
Le seul baron connu des premiers temps de la baronnie est Gauthier de Rosières, qui est le premier mentionné par une liste de tenants de fiefs en 1228/1230, et par la Chronique comme étant mort sans descendance vers 1273. Pour remonter jusqu'en 1209, l'historien Karl Hopf suppose l'existence de deux barons, père et fils, nommés Gauthier, mais, comme le souligne Antoine Bon, l'existence d'un autre baron maintenant oublié avant 1228/1230 est également possible. Le seul héritier de Gauthier est Marguerite de Passavant, la fille de sa sœur et du baron de Passavant, Jean de Nully. Marguerite réside à Constantinople comme otage à la cour byzantine depuis 1262 et à son retour dans la principauté, elle tente sans succès de récupérer son héritage : selon la loi féodale d'Achaïe, un héritier doit réclamer son héritage dans les deux ans et deux jours suivant la mort du dernier titulaire. Le prince Guillaume II de Villehardouin confisque donc la baronnie d'Akova (Passavant étant déjà perdue aux Byzantins). Les prétentions de Marguerite deviennent le sujet d'un célèbre contentieux juridique, qui est jugé par un parlement réuni à Glarentza, probablement en 1276. Même si elle épouse l'influent Jean de Saint-Omer pour appuyer ses prétentions, le parlement tranche en faveur du prince, qui cède néanmoins un tiers de la baronnie (8 fiefs) à Marguerite et Jean, alors que le reste, dont la forteresse d'Akova elle-même, devient le fief de la fille cadette de Guillaume, Marguerite
Marguerite de Villehardouin agrandit son domaine en 1297 lorsque sa sœur, la princesse Isabelle, lui donne quelques fiefs et châteaux. Vers 1311, Marguerite cherche, par son héritage, à revendiquer la principauté, ou au moins une portion aux rois de Naples angevins qui la contrôle depuis 1278. À cette fin, elle marie sa fille unique Isabelle de Sabran à Ferdinand de Majorque, et leur transmet ses titres et revendications. Elle retourne ensuite en Achaïe où elle est emprisonnée par le bailli angevin Nicolas le Maure (en) et meurt en captivité en février ou mars 1315. Ferdinand envahit l'Achaïe et tente de revendiquer la principauté face à Louis de Bourgogne, mais il est battu à la bataille de Manolada en juillet 1316. Dans le sillage de la mort de Marguerite et de l'invasion majorquine, la baronnie d'Akova est confisquée et adjointe au domaine princier,. Cinq ans plus tard, en 1320, Akova et les châteaux de Karýtena, Polyphengos (en) et Saint George en Skorta, tombent aux mains des Byzantins dirigés par Andronic Asen,.

## Sources
- Antoine Bon, La Morée franque : Recherches historiques, topographiques et archéologiques sur la principauté d’Achaïe, Paris, De Boccard, 1969 (lire en ligne).
- (en) William Miller, Essays on the Latin Orient, Cambridge, Cambridge University Press, 1921 (lire en ligne).
- Peter Topping, « The Morea, 1311–1364 », dans Harry W. Hazard, A History of the Crusades, Volume III: The fourteenth and fifteenth centuries, University of Wisconsin Press, 1975, 104–140 p. (ISBN 0-299-06670-3, lire en ligne)